# Rosselló (Lleida)
Rosselló (spanisch Roselló) ist eine katalanische Gemeinde (Municipio) mit 3.353 Einwohnern (Stand: 2024) in der Provinz Lleida im Nordosten Spaniens. Sie ist Teil der Comarca Segrià. Neben dem Hauptort Rosselló besteht die Gemeinde aus den Ortschaften Camí d’Almacelles, Colònia Alcanís, La Noguera, La Paperera und La Tossa.

## Geographie
Rosselló liegt etwa neun Kilometer nordnordwestlich vom Stadtzentrum von Lleida in einer Höhe von ca. 250 m. 

## Einwohnerentwicklung
| 1900 | 1930 | 1950 | 1970 | 1981 | 1991 | 2001 | 2011 | 2021 |
| ---- | ---- | ---- | ---- | ---- | ---- | ---- | ---- | ---- |
| 670  | 1005 | 1038 | 1384 | 1524 | 1622 | 1891 | 3030 | 3186 |

## Sehenswürdigkeiten
- Petri-Ketten-Kirche aus dem 14. Jahrhundert

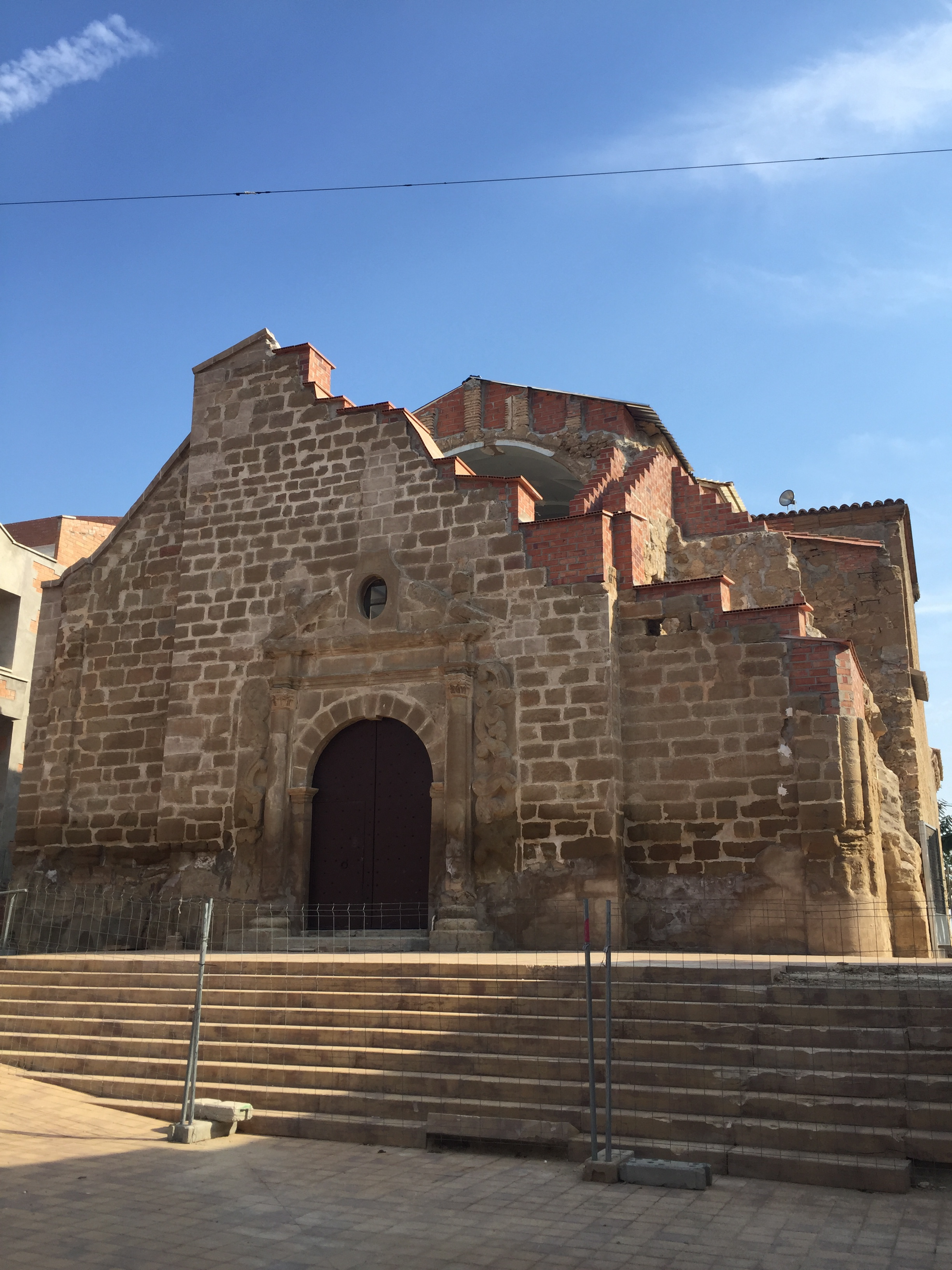
Petri-Ketten-Kirche